# Alison Sydor
Alison Jane Sydor, OBC (* 9. September 1966 in Edmonton) ist eine ehemalige kanadische Radsportlerin und vierfache Weltmeisterin.

## Radsport-Karriere
Alison Sydor war rund 20 Jahre lang als Radsportlerin in verschiedenen Disziplinen – Straßenrennen, Mountainbike und Querfeldein-Rennen – aktiv und erfolgreich. 1990, 1991 und 1993 wurde sie Kanadische Meisterin im Straßenrennen, 1991 belegte sie zudem bei der Straßen-WM den dritten Platz.
1994 wurde Sydor sowohl Kanadische Meisterin im Straßenrennen wie auch im Mountainbike. Im selben Jahr wurde sie Mountainbike-Weltmeisterin. Diesen Erfolg konnte sie noch zweimal – 1995 und 1996 – wiederholen. 2002 wurde sie zudem Mountainbike-Weltmeisterin im Team. 1998 und 1999 gewann sie den Mountainbike-Weltcup.
Viermal startete Alison Sydor zwischen 1992 und 2004 bei Olympischen Spielen. Bei den Spielen 1992 in Barcelona belegte sie Rang zwölf im Straßenrennen, bei den Spielen 1996 in Atlanta errang sie die Silbermedaille im Mountainbikerennen, bei ihren weiteren Teilnahmen Rang vier und fünf. Zudem errang sie mehrere Medaillen bei Commonwealth und Pan American Games.

## Auszeichnungen
1995 und 1996 wurde Alison Sydor mit der „Velma Springstead Trophy“ für die hervorragendeste kanadische Athletin des Jahres ausgezeichnet. 2007 wurde sie in die „Mountain Bike Hall of Fame“ aufgenommen sowie in die „BC Sports Hall of Fame“. Bei der Wahl zum „Kanadischen Radsportler des Jahrhunderts“ der Zeitschrift Canadian Cyclist im Jahre 1999 belegte sie Platz eins vor Steve Bauer und William Peden.